# Mouillard-Gletscher
Der Mouillard-Gletscher ist ein Gletscher an der Danco-Küste des Grahamlands im Norden der Antarktischen Halbinsel. Er fließt zum südöstlichen Teil der Brialmont-Bucht.
Luftaufnahmen entstanden während der Falkland Islands and Dependencies Aerial Survey Expedition (FIDASE, 1956–1957), die der Falkland Islands Dependencies Survey für die Kartierung verwendete. Das UK Antarctic Place-Names Committee benannte den Gletscher 1960 nach dem französischen Flugpionier Louis Mouillard (1834–1897).